# Distrito de Longleng
Longleng es un distrito de la India en el estado de Nagaland. Código ISO: IN.NL.LO.
Comprende una superficie de 885 km².
El centro administrativo es la ciudad de Longleng.

## Demografía
Según censo 2011 contaba con una población total de 50 593 habitantes, de los cuales 24 005 eran mujeres y 26 588 varones.